# ريتشارد إيدي
ريتشارد إيدي (بالإنجليزية: Richard Eddy)‏ هو نقابي وسياسي نيوزلندي، ولد في 4 أغسطس 1882 في نيوزيلندا، وتوفي في 21 سبتمبر 1955 في ويلينغتون في نيوزيلندا. حزبياً، نشط في حزب العمال النيوزيلندي.